# Austrohyboella gibbera
Austrohyboella gibbera is een rechtvleugelig insect uit de familie doornsprinkhanen (Tetrigidae). De wetenschappelijke naam van deze soort is voor het eerst geldig gepubliceerd in 1952 door Rehn.